# Nazionale femminile di calcio della Tanzania
La nazionale di calcio femminile della Tanzania è la rappresentativa calcistica femminile internazionale della Tanzania, gestita dalla locale federazione calcistica (TFF).
In base alla classifica emessa dalla FIFA il 15 marzo 2024, la nazionale femminile occupa il 146º posto del FIFA/Coca-Cola Women's World Ranking.
Come membro della Confédération Africaine de Football (CAF), partecipa a vari tornei di calcio internazionali, come al Campionato mondiale FIFA, alla Coppa delle nazioni africane femminile, ai Giochi olimpici estivi e ai tornei a invito. Oltre alla CAF, come le altre nazionali di calcio che rappresentano la Tanzania negli incontri internazionali, è membro della Council for East and Central Africa Football Associations (CECAFA), che raggruppa le federazioni dell'Africa centro-orientale.
Il miglior risultato sportivo ottenuto dalla Tanzania è rappresentato dalla partecipazione alla fase finale dell'edizione 2010 del campionato africano.

## Storia
Nel 2002 la nazionale tanzaniana partecipò per la prima volta alle qualificazioni alla fase finale del campionato africano; dopo aver battuto l'Eritrea al primo turno, venne sconfitta dallo Zimbabwe al secondo turno. Dopo essere stata eliminata all'ultimo turno delle qualificazioni nelle edizioni seguenti, nel 2010 la Tanzania riuscì a qualificarsi alla fase finale del campionato africano. La nazionale venne sorteggiata nel gruppo A assieme alle campionesse in carica della Nigeria, al Sudafrica e al Mali. Perdendo tutte e tre le gare del raggruppamento, le Twiga Stars conclusero all'ultimo posto e vennero eliminate dal torneo.
Nelle edizioni successive del campionato africano, che poi venne rinominato Coppa delle nazioni africane, la Tanzania non riuscì a superare le fasi di qualificazione. Nel 2016 la squadra vinse l'edizione inaugurale del campionato CECAFA, riservato alle rappresentative delle nazionali affiliate alla CECAFA. Nel 2018 vinse anche la seconda edizione. Nel 2021 le Twiga Stars vinsero l'edizione 2021 del campionato COSAFA, riservato alle rappresentative delle federazioni dell'Africa meridionale, al quale erano state invitate a partecipare. Quest'ultimo successo seguì la vittoria del campionato COSAFA Under-20 nel 2019 e del torneo Under-17 nel 2020.
Dopo aver superato la Costa d'Avorio al primo turno e il Togo al secondo turno delle qualificazioni, la squadra si è qualificata per la fase finale della Coppa delle nazioni africane 2024, tornandovi a partecipare dopo 14 anni.

## Partecipazione ai tornei internazionali
Legenda: Grassetto: Risultato migliore, Corsivo: Mancate partecipazioni

## Palmarès
- Campionato CECAFA: 2

2016, 2018
- Campionato COSAFA: 1

2021